# Michelle Langstone
Michelle Langstone (30 de Janeiro de 1979) é uma actriz conhecida como Dr. Katherine 'Kat' Manx de Power Rangers SPD (Power Rangers: Space Patrol Delta) e Michele Brock em The Almighty Johnsons.

## Filmografia

### Filmes
- The Final Winter (2007).... Mia Henderson
- For Good (2003).... Lisa
- The Waiting Place (2001).... Amber

### Televisão
- The Almighty Johnsons (2011)
- Legend of the Seeker (2009).... Lívia
- Power Rangers: Jungle Fury (2008).... Mestra Guin
- McLeod's Daughters
  - Luck Be a Lady (2006).... Fiona Webb
  - Kiss of Death (2006).... Fiona Webb
  - Truth Hurts (2006).... Fiona Webb
  - Lost & Found (2006).... Fiona Webb
  - The Calling (2006).... Fiona Webb
- Power Rangers: S.P.D. (2005) série.... Dr. Katherine 'Kat' Manx/Kat Ranger
- The Strip (2002) série.... Tre (2003)
- Being Eve
  - Being Bad (2001).... Miss Renee
  - Being Beautiful (2001).... Miss Renee
- Spin Doctors (2001) série.... Melissa Swann
- Shortland Street (1992) série.... Susan Morris (2000)
- Xena: Warrior Princess
  - Who's Gurkhan? (2000).... Lana